# Aserbajdsjans flag
Aserbajdsjans flag består af tre horisontale linjer i farverne blå, rød og grøn med en hvid halvmåne og en ottetakket stjerne midt på den røde linje. De otte takker på stjernen repræsenterer de otte grene af det tyrkiske folk og tyrkerne er også symboliseret med den blå farve. Den grønne farve repræsenterer islam og den røde står for fremgang og udvikling. Flaget blev officielt taget i brug 5. februar 1991. Et lignende flag var også i brug sent i 1910-tallet, frem til at Aserbajdsjan blev annekteret af Sovjetunionen.
Under Sovjet-perioden havde Aserbajdsjan fire forskellige flag. Fra 1921 til 1937 et rødt med de kyrilliske bogstaver ССРА (SSRA) i gult i det øvre venstre hjørnet. Derefter fik flaget hammer og segl og bogstaverne blev byttet om til AzSSR skrevet med latinske bokstaver. I 1940 blev de latinske bogstaver byttet ud med de kyrilliske АзССР (AzSSR). Den sidste udgave af flaget blev vedtaget 7. oktober 1952 og var rødt med en tynd blå stribe nederst. Bogstaverne blev fjernet, i stedet blev omridset af en stjerne placeret over hammeren og seglen.